# Хуан з мерців
«Хуан з мерців» (ісп. Juan de los muertos), або «Винищувач зомбі» — комедійний фантастичний гостросюжетний фільм жахів спільного виробництва Іспанії та Куби. Світова прем'єра стрічки відбулась на Міжнародному кінофестивалі в Торонто 10 вересня 2011 року, наступного року фільм став лауреатом премії «Гойя» як найкращий іноземний фільм іспанською мовою.

## Сюжет
Сорокарічний Хуан більшу частину свого життя прожив на Кубі нічого не роблячи. Його друг Ласаро такий же лінивий як і він сам. Під час риболовлі друзі виявляють труп, який нападає на них. Ласаро вдається влучити в тіло. Спочатку чоловіки не надали значенню цій події. Але в місті відбуваються дивні події: люди несподівано стають агресивними та нападають один на одного. Хуан вирішує відкрити агентство, яке допоможе за гроші позбутися зомбі.
Через помилку військових операція зі знищення зомбі стає під загрозою. Але команді вдається врятуватися. Через велику кількість монстрів група змушена шукати притулку на дахах. Згодом вони намагаються втекти в гори. На шляху автомобіль ламається. Спроба сховатися від нечисті в бункері була провальною. Група знаходить притулок в гаражі та розробляє план втечі. За задумом вони тікають на плоту до Флориди. Діставшись до води, Хуан повертається, бо не може кинути батьківщину.
Мультфільм у кінці показує як Хуан пробирається через натовп зомбі. Каміла, Ласаро та Владі приєднались до нього у боротьбі проти нечисті.

## У ролях
| Актор                    | Роль             |
| ------------------------ | ---------------- |
| Алексіс Діас де Вільєгас | Хуан             |
| Хорхе Моліна             | Ласаро           |
| Андрос Перугоррія        | Владі Каліфорнія |
| Андреа Дуро              | Каміла           |
| Джазз Віла               | Ла Чіна          |
| Елісер Рамірес           | Ель Прімо        |
| Антоніо Дечент           | отець Джонс      |
| Бланка Роза Бланко       | Сара             |
| Сюзана Поус              | Люсія            |

## Знімальна група
- Кінорежисер — Алехандро Бругес
- Кінопродюсер — Лаура Альвеа, Клаудія Кальвіньо, Давід Гонсалес
- Сценарист — Алехандро Бругуес
- Композитор — Хуліо де ла Роса
- Кінооператор — Карлес Гусі
- Кіномонтаж — Мерседес Кантеро
- Артдиректор — Дерубін Жакоме
- Художник-костюмер — Естер Бакеро[4]

## Сприйняття

### Критика
Фільм отримав переважно схвальні відгуки. На сайті Rotten Tomatoes оцінка стрічки становить 81 % на основі 21 відгуку від критиків (середня оцінка 6,3/10) і 64 % від глядачів із середньою оцінкою 3,5/5 (1 333 голоси). Фільму зарахований «стиглий помідор» від кінокритиків та «попкорн» від глядачів, Internet Movie Database — 6,5/10 (9 033 голоси).

### Номінації та нагороди
| Нагороди та номінації фільму «Винищувач зомбі» | Нагороди та номінації фільму «Винищувач зомбі»                 | Нагороди та номінації фільму «Винищувач зомбі» | Нагороди та номінації фільму «Винищувач зомбі» | Нагороди та номінації фільму «Винищувач зомбі» | Нагороди та номінації фільму «Винищувач зомбі» |
| Рік                                            | Кінофестиваль/кінопремія                                       | Категорія/нагорода                             | Номінант                                       | Результат                                      |                                                |
| ---------------------------------------------- | -------------------------------------------------------------- | ---------------------------------------------- | ---------------------------------------------- | ---------------------------------------------- | ---------------------------------------------- |
| 2011                                           | Міжнародний кінофестиваль у Торонто                            | «Золотий Г'юго»                                | Алехандро Бругес                               | Номінація                                      |                                                |
| 2012                                           | Міжнародний кінофестиваль латиноамериканського кіно в Біарріці | Особливий приз журі                            | Алехандро Бругес                               | Перемога                                       |                                                |
| 2012                                           | Брюссельський міжнародний кінофестиваль фантастичних фільмів   | «Срібний ворон»                                | Алехандро Бругес                               | Перемога                                       |                                                |
| 2012                                           | Брюссельський міжнародний кінофестиваль фантастичних фільмів   | «Золотий ворон»                                | Алехандро Бругес                               | Номінація                                      |                                                |
| 2012                                           | «Фанташпорту»                                                  | Найкращий актор                                | Алексіс Діас де Вільєгас                       | Перемога                                       |                                                |
| 2012                                           | «Фанташпорту»                                                  | Найкращий сценарій                             | Алехандро Бругес                               | Перемога                                       |                                                |
| 2013                                           | «Гойя»                                                         | Кращий іноземний фільм іспанською мовою        | Алехандро Бругес                               | Перемога                                       |                                                |